# Évrard Dominique Clérambault
Pour les articles homonymes, voir Clérambault.

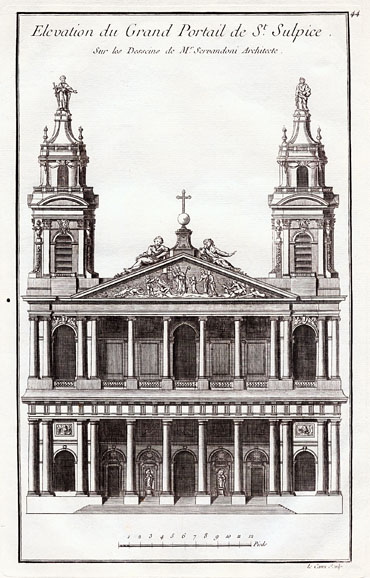
Façade de l'Église Saint-Sulpice de Paris.

Évrard Dominique Clérambault (né le 21 décembre 1710 à Paris, où il est mort le 3 avril 1790) est un organiste français, organiste de l'église Saint-Sulpice de Paris à la suite de son frère César François Clérambault. Il est le fils du compositeur Louis-Nicolas Clérambault.